# Griselles (Côte-d’Or)
Griselles ist eine französische Gemeinde mit 92 Einwohnern (Stand 1. Januar 2022) im Département Côte-d’Or in der Region Bourgogne-Franche-Comté. Sie gehört zum Kanton Châtillon-sur-Seine und zum Arrondissement Montbard.
Nachbargemeinden sind Channay im Nordwesten, Villedieu im Norden, Marcenay im Osten, Laignes im Süden und Nicey im Südwesten.

## Bevölkerungsentwicklung
| Jahr                       | 1962 | 1968 | 1975 | 1982 | 1990 | 1999 | 2008 | 2015 |
| -------------------------- | ---- | ---- | ---- | ---- | ---- | ---- | ---- | ---- |
| Einwohner                  | 110  | 125  | 116  | 114  | 87   | 84   | 73   | 96   |
| Quellen: Cassini und INSEE |      |      |      |      |      |      |      |      |

## Sehenswürdigkeiten

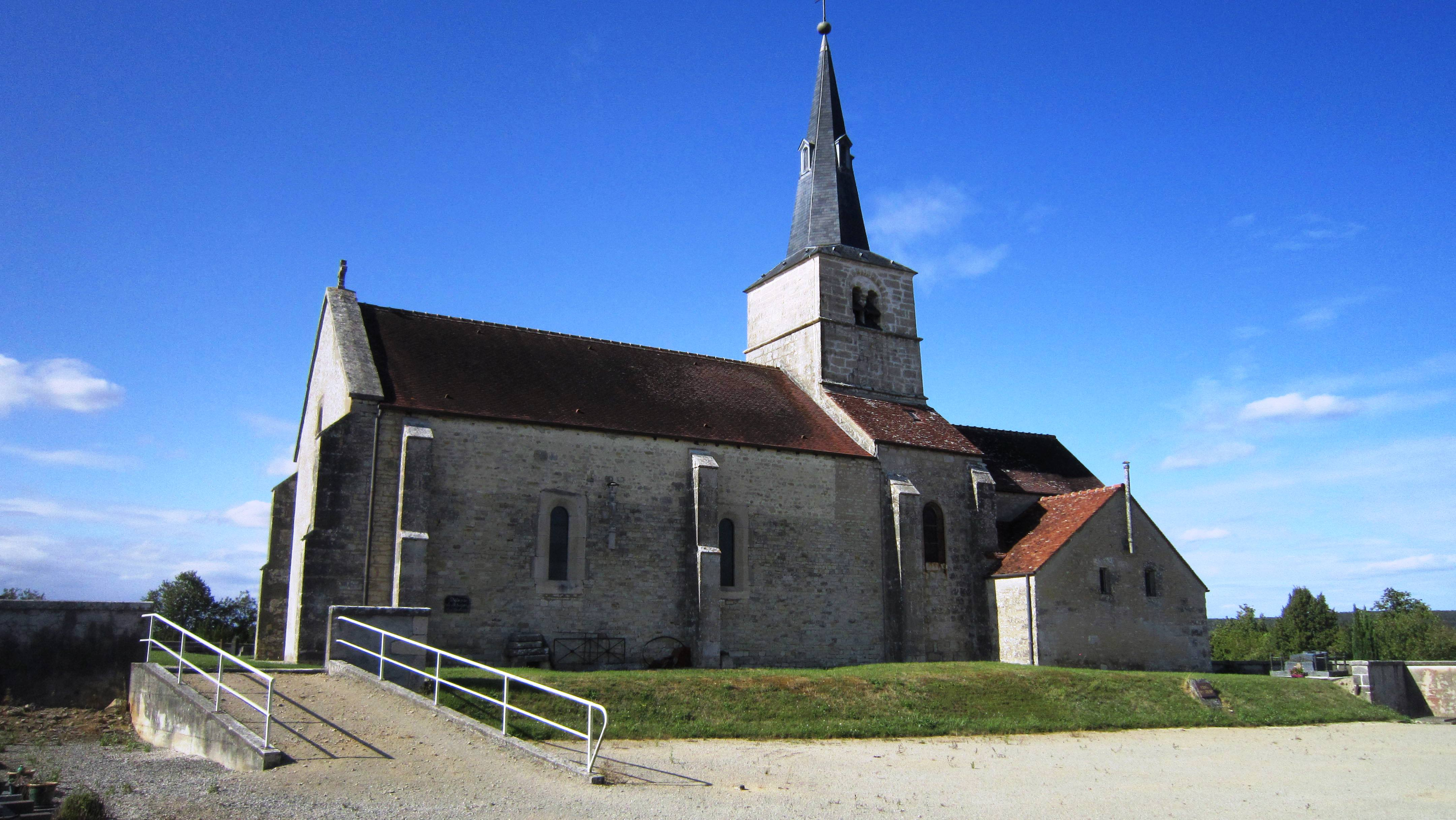
Kirche Saint-Pierre-et-Saint-Paul

- Kirche Saint-Pierre-et-Saint-Paul

## Weinbau
Die Weinreben in Griselles sind Teil des Weinbaugebietes Bourgogne.